# Bryan Stanley Johnson
Bryan Stanley Johnson, meglio noto come B.S. Johnson (Londra, 5 febbraio 1933 – Londra, 13 novembre 1973), è stato uno scrittore, poeta, critico letterario, autore televisivo e regista inglese.

## Biografia
Nato in una famiglia operaia, B.S. Johnson fu evacuato da Londra durante la seconda guerra mondiale. All'età di sedici anni abbandonò la scuola per lavorare come contabile e impiegato alla Standard Oil Company, ma studiando di sera imparò il latino, e frequentò per un anno un corso pre-universitario al Birkbeck College, così da prepararsi all'esame di ammissione al King's College di Londra.
Dopo la laurea, Johnson scrisse molti romanzi sperimentali, che oggi potrebbero essere considerati scrittura visuale. In questi primi anni collaborò a vari progetti insieme all'amico e scrittore Zulfikar Ghose, con il quale compose una raccolta di racconti, Statement against Corpses. Come le opere giovanili, anche i suoi primi due romanzi, Travelling People (1963) e Albert Angelo (1964), appaiono a prima vista convenzionali nella trama. Tuttavia, il primo ricorre a molti espedienti innovativi e include una sezione composta come una sceneggiatura cinematografica, mentre il secondo prevede le celebri pagine tagliate, che permettono al lettore di saltare da una parte all'altra.
La sua produzione divenne con il tempo sempre più sperimentale. The Unfortunates (1969, l'unico suo romanzo tradotto in italiano, con il titolo In balìa di una sorte avversa) è un libro in una scatola, privo di rilegatura: i lettori possono assemblare come preferiscono i capitoli, a eccezione del primo e dell'ultimo, che sono segnalati esplicitamente come parte iniziale e finale. House Mother Normal (1971) è invece scritto secondo un ordine puramente cronologico, così che le esperienze e i pensieri dei diversi personaggi si accavallano gli uni agli altri diventando interconnessi, non solo pagina per pagina, ma frase per frase.
B.S. Johnson guidò un libero circolo di autori sperimentali inglesi degli anni sessanta, che comprendeva tra gli altri Alan Burns, Eva Figers, Rayner Heppenstall, Ann Quin, Stefan Themerson, William Harris. Molti di questi contribuirono a London Consequences, un romanzo ambientato a Londra e curato da Johnson e Margaret Drabble, che si componeva di un canovaccio di capitoli che passava di mano in mano tra gli autori che vi lavoravano. Lavorò inoltre a molti film sperimentali, pubblicò poesie e scrisse recensioni, racconti e drammi. Per molti anni fu il responsabile della rivista di poesia Transatlantic Review.
All'età di quarant'anni, depresso per il fallimento commerciale dei suoi lavori e oppresso da problemi familiari e di salute (l'obesità, la morte della madre, la separazione dalla moglie), si tolse la vita nel 1973. Al momento della morte B.S. Johnson era pressoché sconosciuto al grande pubblico, ma aveva un crescente seguito che lo considerava un autore di culto: In balìa di una sorte avversa divenne un oggetto da collezionisti, e il prezzo di una copia del libro poteva raggiungere cifre elevate. Nel 2000 uscì la riduzione cinematografica del suo ultimo romanzo, Christie Malry's Own Double-Entry (1973), che ottenne un buon riscontro di critica. Il cantautore Joe Pernice fece un tributo a Johnson nell'album dei Pernice Brothers del 2006 Live a Little. La biografia del 2004 di Jonathan Coe Come un furioso elefante, vincitrice del Premio Samuel Johnson nel 2005, ha dato il via a un nuovo interesse per la sua opera.

## Opere

### Romanzi
- Travelling People, 1963
- Albert Angelo, 1964
- Trawl, Secker & Warburg 1966
- The Unfortunates, 1969 [trad. it.: In balìa di una sorte avversa, a cura di E. Terrinoni, pref. di J. Coe, Rizzoli, Milano 2011]
- House Mother Normal, 1971
- Christie Malry's Own Double-Entry, 1973
- See the Old Lady Decently, 1975

### Antologie
- The Evacuees, 1968
- London Consequences: A Novel, 1972. Romanzo in cui ogni capitolo è stato scritto da un autore differente, tra cui Johnson, Margaret Drabble, Paul Ableman e altri
- All Bull: The National Servicemen, 1973
- Aren't You Rather Young to be Writing Your Memoirs?, 1973. Raccolta di prose brevi scritte da Johnson tra il 1960 e il 1973
- You Always Remember the First Time, 1975

### Filmografia parziale
- You're Human Like the Rest of Them, 1967
- The Unfortunates, 1969
- Paradigm, 1969
- B.S. Johnson on Dr. Samuel Johnson, 1971
- Unfair!, 1970
- Fat Man On A Beach, 1973